# 西達夫·馬賀拉
西達夫·馬賀拉（英語：Sidharth Malhotra，1985年1月16日—），印度男演員，主要亮相於寶萊塢。他的職業生涯始於時裝模特兒，但後來放棄了此職業，而到電影《我的名字叫可汗》（2010年）的劇組擔任卡倫·喬哈爾的助理導演。他在喬哈爾的青少年電影《年度最佳學生》中擔任主角，首次亮相大銀幕。
馬賀拉隨後主演了《心型圈》（2014年）、《迷情殺機》（2014年）和《卡普爾家的兒子們》（2016年）等商業成功的電影。2016年至2018年，他登上《富比士印度》的百大名人榜。隨後他主演的《紳士特務》（2017年）、《竊聽風暴》（2018年）及《强扭的瓜》（2019年）口碑票房雙敗，導致事業陷入低潮；直到2021年帶來的Amazon Prime Video傳記戰爭片《謝爾沙》而為自己贏得好評，更獲國際印度電影大獎最佳男主角提名。
除了演藝事業外，馬賀拉還擔任眾多品牌和產品的代言人。他的妻子為演員琪亞拉·艾凡尼。

## 早年
西達夫·馬賀拉生於德里的旁遮普印度教家庭，父親蘇尼爾·馬賀拉（Sunil Malhotra）是前商船船長，母親里瑪·馬賀拉（Rimma Malhotra）是家庭主婦。
馬賀拉曾在唐博斯科學校和德里海軍公立學校接受教育。隨後，他從沙希德·巴加特·辛格學院畢業。18歲起投入模特兒生涯。雖然成績亮眼，但四年後，他不滿意此職業而決定退圈。

## 私生活

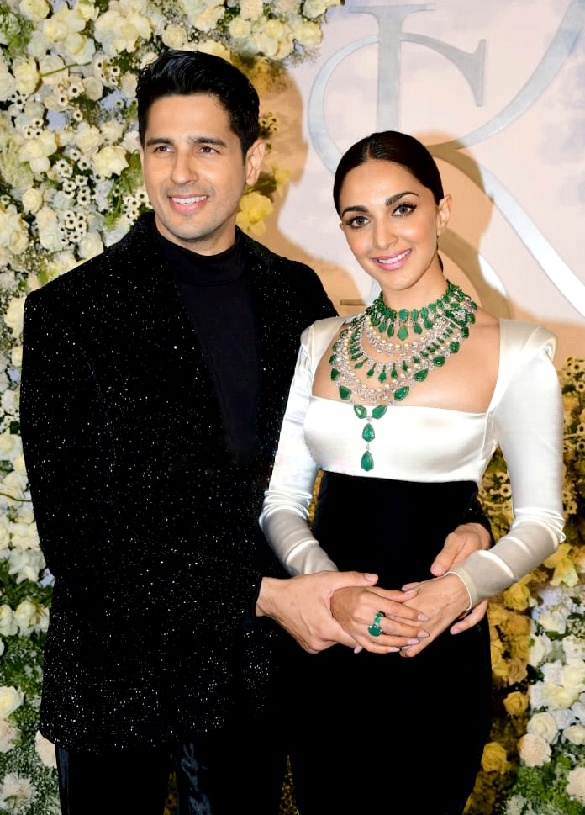
馬賀拉與妻子琪亞拉·艾凡尼在孟買舉行的婚宴上

2010年代末，外界傳言馬賀拉正與演員艾莉雅·巴特交往。2019年，兩人分手後，他證實了這段關係。
有關馬賀拉與演員琪亞拉·艾凡尼交往的傳聞始於2020年，但他並未公開談論此事。2023年2月7日，他們在拉賈斯坦邦的杰伊瑟尔梅尔舉行了傳統的印度教婚禮。馬賀拉與艾凡尼的婚禮受到媒體的大幅報導，使他們的官方婚禮照片在Instagram上受到廣大印度人的關注。2025年2月，艾凡尼已懷有身孕，夫妻倆即將迎來一孩。2025年7月15日，夫妻倆獲得一女。

## 作品列表

### 電影
| 年份 | 片名                 | 角色                                      | 附註                                 | 來源   |
| ---- | -------------------- | ----------------------------------------- | ------------------------------------ | ------ |
| 2010 | 《我的名字叫可汗》   | 不適用                                    | 助理導演                             | [ 19 ] |
| 2012 | 《年度最佳學生》     | 阿比曼紐·辛格（Abhimanyu Singh）                         |                                      | [ 20 ] |
| 2014 | 《心型圈》           | 尼基爾·巴拉德瓦吉（Nikhil Bharadwaj）                     |                                      | [ 21 ] |
| 2014 | 《迷情殺機》         | 古魯·迪維卡（Guru Divekar）                           |                                      | [ 22 ] |
| 2015 | 《兄弟擂台》         | 蒙蒂·費爾南德斯（Monty Fernandes）                       |                                      | [ 23 ] |
| 2016 | 《卡普爾家的兒子們》 | 阿瓊·卡普爾（Arjun Kapoor）                           |                                      | [ 24 ] |
| 2016 | 《看了又看》         | 杰爾·瓦爾瑪（Jai Varma）                             |                                      | [ 25 ] |
| 2017 | 《紳士特務》         | 葛夫·卡浦爾（Gaurav Kapoor）／里西·普羅希特（Rishi Purohit）        | 兼歌曲〈岡·梅里·萊拉〉（Bandook Meri Laila）的代唱歌手 | [ 26 ] |
| 2017 | 《雙殺》             | 維克拉姆·塞西（Vikram Sethi）                         |                                      | [ 27 ] |
| 2018 | 《竊聽風暴》         | 杰爾·巴克希少校（Major Jai Bakshi）                         |                                      | [ 28 ] |
| 2019 | 《强扭的瓜》         | 阿拜·辛格（Abhay Singh）                             |                                      | [ 29 ] |
| 2019 | 《愛離別》           | 拉古文德拉·納斯（Raghuvendra Nath）                       |                                      | [ 30 ] |
| 2021 | 《謝爾沙》           | 維克拉姆·巴特拉／維沙爾·巴特拉（Vishal Batra）        |                                      | [ 31 ] |
| 2022 | 《與神同行》         | 阿揚·卡浦爾（Ayaan Kapoor）                           |                                      | [ 32 ] |
| 2023 | 《危情任務》         | 阿曼迪普·阿吉特帕爾·辛格／塔里克·阿里（Amandeep Ajitpal Singh / Tariq Ali） |                                      | [ 33 ] |
| 2024 | 《空中悍将》         | 阿倫·卡蒂亞爾（Arun Katyal）                         |                                      | [ 34 ] |
| 2025 | 《永恆美麗》         | 帕拉姆·薩奇德夫（Param Sachdev）                       |                                      | [ 35 ] |

### 電視
| 年份 | 節目名       | 角色                | 附註     | 來源   |
| ---- | ------------ | ------------------- | -------- | ------ |
| 2007 | 《變得華麗》 | 他自己              |          | [ 36 ] |
| 2014 | 《這就是愛》 | 尼基爾·巴德瓦吉（Nikhil Bhardwaj） | 特別演出 | [ 37 ] |
| 2024 | 《血仇緝凶》 | 卡比爾·馬立克（Kabir Malik）   |          | [ 38 ] |

### MV
| 年份 | 歌名               | 歌手          | 來源   |
| ---- | ------------------ | ------------- | ------ |
| 2020 | 〈印度會微笑〉（Muskurayega India） | 維沙爾·米什拉 | [ 39 ] |
| 2020 | 〈戒指痕〉（Challon Ke Nishaan）     | 史特賓·班     | [ 40 ] |
| 2021 | 〈一點點愛〉（Thoda Thoda Pyaar）   | 史特賓·班     | [ 41 ] |

## 備註
1. 1 2  馬賀拉在片中一人分飾兩角。
2. ↑  馬賀拉在片中扮演一名有兩個或以上不同名字的角色。

## 外部連結
- 西達夫·馬賀拉在互联网电影资料库（IMDb）上的資料（英文）
- 西達夫·馬賀拉的Instagram帳戶